# Земля без волшебства
«Земля без волшебства» (англ. A Land Without Magic) — двадцать второй эпизод американского телевизионного сериала в жанре фэнтези «Однажды в сказке», который написан консультирующим продюсером Эдвардом Китсисом и Адамом Хоровицем.

## Сюжет

### В Зачарованном лесу
В Зачарованном Лесу Прекрасный принц (Джошуа Даллас) убегает от охранников, вырубив их. Ему помогает Охотник (Джейми Дорнан), который спас Снежку (Джиннифер Гудвин) от смерти, убивает охранников своими стрелами и позволяет Прекрасному принцу бежать и продолжить поиски Белоснежки. По дороге Прекрасный принц переносится в бесконечный лес, благодаря Злой Королеве (Лана Паррия) и её зеркалу (Джанкарло Эспозито). Румпельштильцхен (Роберт Карлайл) появляется и предлагает ему помощь, но Прекрасный принц отказывается. Они сражаются на мечах, и вскоре Румпельштильцхен обезоруживает его. Он предлагает Прекрасному принцу сделку: Румпельштильцхен вернёт обручальное кольцо матери Прекрасного принца, которое уже заколдовано, чтобы вести его прямо к Белоснежке, если Прекрасный принц спрячет золотое яйцо, содержащее зелье истинной любви внутри «брюха зверя».
Принц попадает в замок и находит Малефисенту (Кристин Бауэр), сидящую на троне. Она превращается в дракона — зверя, чтобы атаковать Прекрасного принца. Он бросает яйцо в её жабры и убегает. После чего Румпельштильцхен возвращает ему кольцо, с помощью волшебства одевает его в новую одежду, после чего Прекрасный принц скачет к Белоснежке. Прекрасный принц открывает стеклянный гроб Белоснежки, целует её и она просыпается. Он предлагает ей выйти замуж, и она соглашается. Вместе они начинают планировать вернуть королевство от Злой Королевы и приёмного отца Прекрасного принца — короля Джорджа (Алан Дэйл).

### В Сторибруке
Генри (Джаред Гилмор) упал после того, как съел отравленный пирог, предназначенный для Эммы (Дженнифер Моррисон). Она везёт его в больницу. Доктор Вэйл (Дэвид Андерс) спрашивает Эмму, что произошло. Она показывает врачу отравленный кусок пирога, но он отвергает любую идею об яде, потому что у Генри нет таких симптомов. Эмма вытащила всё из портфеля Генри. Она взяла книгу, которая с помощью волшебства показывает её воспоминания о её рождении и о последней ночи в Зачарованном Лесу. Только теперь она, наконец, верит. Как только Реджина (Лана Паррия) входит в комнату, чтобы увидеть Генри, Эмма яростно противостоит ей. Ошеломлённая Реджина проговаривается, что пирог предназначался для Эммы, и что проклятие реально. Единственный, кто может быть в состоянии помочь им сохранить жизнь Генри — Мистер Голд (Роберт Карлайл). Мистер Голд теперь знает, что Эмма верит в проклятие. Он говорит им, что истинная любовь способна разорвать любые проклятия, и, в качестве гарантии, он капнул на пергамент проклятия, сделанный из пары волос Прекрасного принца и Белоснежки. Он говорит Эмме, что она единственная, кто может снять проклятие раз и навсегда. Эмма должна получить золотое яйцо, содержащее зелье, которое находится в брюхе зверя. Голд даёт ей меч его отца как оружие против зверя. Что касается зелья, Голд сказал, что этот зверь — единственный друг Реджины.
На улице Дэвид (Джошуа Даллас) встречает Мэри Маргарет (Джиннифер Гудвин) и говорит ей, что с тех пор, как он очнулся от комы, единственная вещь, которая когда-либо имела для него смысл, это она. Он говорит о том, что планирует покинуть город и переедет в Бостон, если Мэри Маргарет не даст ему повод, чтобы остаться. Мэри Маргарет, тронутая его словами, до сих пор не может заставить себя вернуть его обратно и садится в машину, а он уходит.
Перед тем как Эмма идёт на её поиски, она возвращается в больницу, где извиняется перед бессознательным Генри, что не верила ему. Затем идёт к Августу (Эйон Бэйли) в попытке заручиться его помощью и находит его лежащим в постели. Теперь, когда она считает, что может, наконец, воспринимать, тело Августа становится деревянным. В больнице Реджина также извиняется перед Генри, но её прерывает Джефферсон (Себастиан Стэн), который пришёл требовать завершения сделки с Реджиной, чтобы воссоединиться с его дочерью. Реджина отказывается, потому что Эмма не съела отравленный пирог, как планировалось. Как только Реджина присоединяется к Эмме, Джефферсон пробирается в подземном убежище в больнице и освобождает Белль (Эмили Де Рэйвин), поручив ей найти Мистера Голда и сказать, что Реджина держала её взаперти.
Реджина приглашает Эмму в тайную комнату внутри заколоченной башни с часами Сторибругской Общественной Библиотеки башни. В башне есть лифт, но только один человек может поехать вниз, а другой управляет им. Несмотря на свою ненависть и недоверие к Реджине, Эмма решает, что она пойдёт, а Реджина остаётся над землёй. Когда Эмма приезжает вниз, она видит стеклянный гроб Белоснежки, а затем встречается  лицом к лицу с Малефисентой в обличье дракона. Эмма начинает борьбу с драконом, но отбрасывает меч, а вместо него использует пистолет и стреляет один раз в зверя. Вскоре она понимает, что меч является единственным способом убить дракона. Она берёт меч и кидает его в дракона, взрывая её и высвобождая золотое яйцо, содержащее зелье истинной любви.
Тем временем Мэри Маргарет читает книгу Генри на больничной койке. Пока она читает, ему становится плохо. Эмма поднимается в лифте, но он вдруг перестаёт работать. Она слышит голос Мистера Голда. Он говорит, что Реджина оставила её и сломала рубильник. Тогда он предлагает, чтобы Эмма бросила яйцо ему и он будет ждать её, пока она поднимется наверх. Она кидает ему яйцо. Когда Эмма выходит на поверхность, она находит Реджину связанной. Мистер Голд обманул Реджину. Эмма освобождает Реджину, и они идут искать Мистера Голда, одновременно принимая звонки из больницы о состоянии Генри. Когда они приезжают, то узнают, что он умер. Опустошённая Эмма идёт к телу Генри, шепчет ему, что она его любит и целует его в лоб. Это действие рассматривается как «поцелуй настоящей любви». Чудом Эмма ломает проклятие, в результате чего Генри возвращается к жизни. Это приводит всех в чувство, и они вспоминают, кто они. Мать-настоятельница (Киган Коннор Трейси) говорит Реджине, что будет лучше, если она уйдёт. Реджина уходит, но сначала говорит Генри, что она действительно любит его. Она возвращается в свой особняк, оплакивая своё поражение и потерю единственного человека, которого любит.
Придя в себя, Дэвид возвращается в город и находит Мэри Маргарет, выкрикивая «Снежка!». Она отвечает, называя его Прекрасным принцем, подтверждая, что они оба помнят. Они обнимаются и радуются тому, что нашли друг друга снова. В других местах по всему городу другие жители Сторибрука тоже вспомнили, кто они такие. Например: Руби (Красная Шапочка, Меган Ори), бабушка (Беверли Эллиотт) и Арчи (Сверчок, Рафаэль Сбардж).
Вернувшись в ломбард, Мистер Голд открывает яйцо, когда Белль входит, чтобы сказать ему о том, что Реджина сделала с ней. Мистер Голд потрясён, увидев Белль живой и вне себя от радости. Он отправляется в лес, чтобы завершить свой план, и берёт её с собой. Пока они шли, проклятие разрушилось и у Белль восстанавливается память, она говорит, что любит его. Румпельштильцхен говорит Белль, что у них будет много времени, но сейчас они должны закончить план. Они идут дальше и достигают места назначения. Румпельштильцхен рассказывает Белль, что воды, которые текут в колодце, могут вернуть то, что потерял. Он бросает зелье, отчего возникает огромное количество фиолетового дыма, который распространяется вокруг них. Когда Белль спрашивает, что происходит, Румпельштильцхен говорит, что он приносит волшебство, которое они когда-то потеряли. Говорит ей, что магия — это власть. Фиолетовый дым быстро распространяется и охватывает всё в городе. Реджина наблюдает из своего особняка и хитро улыбается, зная, что она вновь вернёт себе магическую силу.
Последняя сцена показывает Прекрасного принца и Белоснежку, стоящих на улице, держа друг друга, когда фиолетовый дым поглощает их и башню с часами. Стрелки часов показывают 8:15.

### Открывающая сцена
Фиолетовый дым захватывает лес.

## Приём

### Рейтинги
Выход финальной серии сезона имел лучшие показатели, по сравнению с предыдущими сериями сезона, показав 3,3/10 среди 18—49 летних из 9660 тысяч зрителей. Шоу выиграло в рейтингах пятую неделю подряд и помогло победить ABC в ту ночь, несмотря на то, что противником был финал Survivor: One World на CBS (рейтинг которого в ту ночь был ниже, чем когда-либо за всю его историю ).

### Отзывы
Финал сезона хорошо принят критиками, особенно с Entertainment Weekly's Hilary Busis, который заявил: «И вот, сегодня вечером я обнаружил, что все мои глубочайшие желания предоставлены (Busis сделал предложение о желании видеть Бауэр и Дорнана, возвращение Эммы и отказаться от рутинного Скалли) в качестве исполнительных продюсеров Эдвард Китсис и Адам Хоровиц обещал: „Земля без волшебства“ была полной игрой-чейнджером — и „Однажды в сказке“ будет более сильным шоу в следующем сезоне, благодаря откровениям. В течение нескольких эпизодов, казалось эта серия отвергает продвижение сюжета вперед в принципе; сегодня сценаристы сделали большой скачок вперёд. И всё это благодаря силе Twue Wuv.»
EW называет этот эпизод «Лучший Non-романтической Скалолаз" в 2012 году на премии в номинации Финалы сезонов TV Awards. Сцена поцелуя Принца и Белоснежки занимает второе место в номинации «Лучший поцелуй».